# Marnette Patterson
Marnette Patterson (Los Ángeles, California, 26 de abril de 1980) es una actriz estadounidense.
Ha interpretado a Nicole Farrell en la serie de la NBC Something So Right. También participó en el cortometraje cómico de la WB Movie Stars y el telefilm Rivals. Ha aparecido en películas como Camp Nowhere (1994), ¿Quién es tu padre? (2003), Pope Dreams (2006), y Cloud 9 (2006).
Fue la voz de Lucy Van Pelt en It's Christmastime Again, Charlie Brown y It's Spring Training, Charlie Brown.
En 2004 apareció en Grounded For Life como una adolescente borracha. En 2005, participó en Supernatural como una joven alumna, y en Charmed, como Christy en 8 episodios.
Ha interpretado a Holly Little en la película Starship Troopers 3: Marauder (2008), y a Maggie Schaffer en la serie web LG15: The Resistance.
Aparecerá en un episodio de la famosa serie televisiva House, como Ashley.

## Primeros años
Patterson fue criada como hija única por su madre en la ciudad de Los Ángeles, California, donde nació. Su nombre es el segundo de su madre: Marnett.

## Vida personal
El trabajo de caridad de Patterson incluye un grupo de defensa para animales llamado Fundación Amanda. Sus pasatiempos incluyen cantar, montar a caballo, sedentarismo y cocinar.
El 4 de septiembre de 2011 contrae nupcias con James Verzino, Asesor de Gestión Patrimonial y Dirección Gerente en Northwestern Mutual Los Angeles, en un rancho en Malibú (California). Han tenido dos hijos: un niño, Hudson, y una niña, Londres.

## Películas
| Año  | Película                                     | Personaje          | Notas         |
| ---- | -------------------------------------------- | ------------------ | ------------- |
| 1989 | A Nightmare on Elm Street 5: The Dream Child | Chiquita           |               |
| 1990 | The Kingdom Chums: Original Top Ten          | Annie              |               |
| 1993 | Silver                                       | Joanie Ballinger   |               |
| 1993 | Secret Adventures: Spin                      | Arlene Blake       | Cortometraje  |
| 1994 | Secret Adventures: Snag                      | Arlene Blake       | Cortometraje  |
| 1994 | Secret Adventures: Smash                     | Arlene Blake       | Cortometraje  |
| 1994 | Secret Adventures: Shrug                     | Arlene Blake       | Cortometraje  |
| 1994 | Camp Nowhere                                 | Trish Prescott     |               |
| 1995 | Secret Adventures: Slam                      | Arlene Blake       |               |
| 1996 | Final Vendetta                               | Jenny de joven     |               |
| 2002 | Clover Bend                                  | Claire             |               |
| 2003 | Who's Your Daddy?                            | Brittany Van Horn  | Directo a DVD |
| 2005 | Candy Paint                                  | Stefanie Petrowsky | Cortometraje  |
| 2005 | Standing Still                               | Sarah              |               |
| 2006 | Cloud 9                                      | Cristal            |               |
| 2006 | The Standard                                 | Gina               |               |
| 2006 | Dream Dad                                    | Brady Rossman      |               |
| 2007 | Kush                                         | Taylor             |               |
| 2007 | Ghosts of Goldfield                          | Julie              | Directo a DVD |
| 2007 | The Beautiful Ordinary                       | Stacey Cherry      |               |
| 2008 | Starship Troopers 3: Marauder                | Holly Little       | Directo a DVD |
| 2009 | The Beacon                                   | Christina Wade     |               |
| 2010 | Wild Things: Foursome                        | Rachel Thomas      | Directo a DVD |
| 2014 | American Sniper                              | Sarah              |               |
| 2015 | The Sac Fly                                  |                    | Cortometraje  |
| 2016 | The Life of Ricky                            | Veronika           |               |
| 2018 | Concrete Kids                                | Janette            |               |
| 2019 | Sojourner                                    | Emily              |               |

## Series
| Año       | Título                                  | Personaje                    | Notas                                |
| --------- | --------------------------------------- | ---------------------------- | ------------------------------------ |
| 1986      | Mama's Family                           | Dorrie                       | Episodio: "Santa mamá"               |
| 1990      | Good Grief                              | Niñita                       | 2 episodios                          |
| 1991      | Under Cover                             | Emily Del'Amico              | 5 episodios                          |
| 1992      | It's Christmastime Again, Charlie Brown | Luci van Pelt / Frieda (Voz) |                                      |
| 1994      | Boy Meets World                         | Allison Cheever              | 1 episodio                           |
| 1995      | Unhappily Ever After                    | Cindy Stalling               | Episodio "Boxing Mr. Floppy"         |
| 1995      | Something Wilder                        | Nieta                        | Episodio "Hanging with Mr. Cooper"   |
| 1995      | Kirk                                    | Amanda                       | Episodio "Night at the Movies"       |
| 1995      | Liz: The Elizabeth Taylor Story         | Jane Powell                  | Telefilm                             |
| 1995      | The Great Mom Swap                      | Nicole                       | Telefilm                             |
| 1996      | 3rd Rock from the Sun                   | Chica del voleibol           | Episodio "Brains and Eggs"           |
| 1996      | Minor Adjustments                       | Joanna Emsen                 | 3 episodios                          |
| 1996      | It's Spring Training, Charlie Brown!    | Lucy Van Pelt (voz)          |                                      |
| 1996-1998 | Something So Right                      | Nicole Farrell               | Personaje principal (37 episodios)   |
| 1997      | Saved by the Bell                       | Robyn Peterson               | Episodio "Big Sister Blues"          |
| 1999      | Odd Man Out                             | Caroline                     | Episodio "The Unbelievable Truth"    |
| 2000      | Touched by an Angel                     | Katie                        | Episodio: "With God as My Witness"   |
| 2000      | That '70s Show                          | Shelly                       | Episodio: "Eric's Panties"           |
| 2000      | Rivals                                  | Michelle Lambert             | Telefilm                             |
| 2001      | Dead Last                               | Brandy                       | Episodio: "Jane's Exit"              |
| 2004      | Cracking Up                             | Eve                          | Episodio: "Birds Do It"              |
| 2005      | Supernatural                            | Charlie                      | Episodio: "Bloody Mary"              |
| 2005      | Grounded for Life                       | Jenna                        | Episodio: "Oh, What a Knight"        |
| 2006      | Charmed                                 | Christy Jenkins              | 8 episodios, Temporada 8             |
| 2006      | CSI: Crime Scene Investigation          | Aime                         | Episodio: "Ending Happy"             |
| 2007      | By Appointment Only                     | Angie                        | Telefilm                             |
| 2009      | House M. D.                             | Ashley                       | Episodio: "Wilson"                   |
| 2011      | El mentalista                           | Victoria Shays               | Episodio: "Every Rose Has Its Thorn" |
| 2011      | Keeping Up with the Randalls            | Samantha                     | Telefilm                             |
| 2015      | Major Crimes                            | Donna Cochran                | Episodio: "Reality Check"            |

## Premios y nominaciones
Marnette Patterson estuvo nominada en 1997 para un Young Artist Award por "Mejor Interpretación en una serie de Televisión Cómica por una joven actriz" por su papel en Todo Va Sobre Ruedas (1996).